# 5717-es mellékút (Magyarország)
Az 5717-es mellékút egy bő 3,3 kilométeres hosszúságú, négy számjegyű mellékút Baranya vármegye déli részén; tulajdonképpen Harkány egyik belső útja, az üdülőváros nyugati elkerülőjének átadása előtt az 58-as főút része volt.

## Nyomvonala
Egy körforgalmú csomópontból indul, amelybe az 58-as főút majdnem pontosan észak felől érkezik be, és nyugatnak halad tovább; a főút kilométer-számozása ott majdnem pontosan 23,9 kilométernél tart. A főút addigi irányát követve dél felé húzódik; mintegy 200 méter után átszeli a Középrigóc–Villány-vasútvonal vágányait, majd kevéssel arrébb eléri a belterület északi szélét, ott a Kossuth Lajos utca nevet veszi fel. Körülbelül 1,1 kilométer után éri el a kisváros központjának északi részét, ott beletorkollik nyugat felől az 5814-es út.
1,8 kilométer után egy körforgalmú csomópontba érkezik, ez tekinthető a fürdőváros igazi központjának. Északkelet felé itt kiágazik belőle az 57 133-as számú mellékút, mely Siklós központja felé vezet [korábban, az elkerülő útszakaszok átadásáig valószínűleg az 5701-es út része volt], az 5717-es út pedig nyugatabbi irányba kanyarodik és az Ady Endre utca nevet veszi fel. Kicsivel arrébb, a 2+150-es kilométerszelvényénél újabb elágazáshoz érkezik: nyugat felé kiválik belőle az 5804-es út, az 5717-es pedig délebbnek veszi az irányt, József Attila utca néven folytatódva. Kevéssel azután, hogy maga mögött hagyja a város utolsó házait, véget is ér, visszatorkollva az 58-as főút egy újabb körforgalmú csomópontjába, annak nagyjából a 27+500-as kilométerszelvényénél.
Teljes hossza, az országos közutak térképes nyilvántartását szolgáló kira.kozut.hu adatbázisa szerint 3,294 kilométer.

## Története
1934-ben a kereskedelem- és közlekedésügyi miniszter 70 846/1934. számú rendelete másodrendű főúttá nyilvánította, a Dombóvár-Drávaszabolcs közti 64-es főút részeként. Később a hazai főúthálózat egyes elemeinek átszámozásával az 58-as főút része lett, és az is maradt a 2000-es évek elejéig; a harkányi nyugati elkerülő út átadását követően kapott mellékúti minősítést és ezzel önálló számozást. Még egy későbbi (2016-ban született) településfejlesztési tervben is szóba került, hogy főúti minősítéssel való megtartása megfontolandó.